# Gruppo di M51
Il Gruppo di M51 è un gruppo di galassie situato nella costellazione dei Cani da Caccia. Il gruppo prende il nome dalla componente principale, la Galassia Vortice, o M51. Altri membri importanti sono la NGC 5195, compagna di M51 e la Galassia Girasole.

## Membri
La tabella sottostante indica i membri principali:
| Nome                    | Tipo        | R.A. (J2000)  | Dec. (J2000) | Redshift (km/s) | Magnitudine apparente |
| ----------------------- | ----------- | ------------- | ------------ | --------------- | --------------------- |
| M51B (NGC 5195)         | SB0 pec     | 13h 29m 59,6s | +47° 15′ 58″ | 465 ± 10        | 10,5                  |
| NGC 5005                | Sb II       | 13h 10m 56,2s | +37° 03′ 33″ | 946 ± 5         | 10,6                  |
| NGC 5023                | Scd         | 13h 12m 12,6s | +44° 02′ 28″ | 407 ± 1         | 12,9                  |
| NGC 5229                | SB(s)d      | 13h 34m 02,8s | +47° 54′ 56″ | 364 ± 8         | 14,3                  |
| Galassia Girasole (M63) | SA(rs)bc    | 13h 15m 49,3s | +42° 01′ 45″ | 504 ± 4         | 9,3                   |
| UGC 8313                | SB(s)c      | 13h 13m 53,9s | +42° 12′ 31″ | 593 ± 4         | 14,4                  |
| UGC 8331                | IAm         | 13h 15m 30,3s | +47° 29′ 56″ | 260 ± 5         | 14,6                  |
| Galassia Vortice (M51A) | SA(s)bc pec | 13h 29m 52,7s | +47° 11′ 43″ | 463 ± 3         | 9,0                   |

Anche IC 4263 e UGC 8320 sono possibili candidati ad essere membri, tuttavia ancora nessuna misurazione ha confermato o smentito tale supposizione.

## Gruppi nelle vicinanze
Il Gruppo di M51 si trova a sud-est del Gruppo di M101 e del Gruppo di NGC 5866: la distanza di questi gruppi e dei loro membri da noi è simile, e questo fa pensare ad un possibile grande ammasso che comprenda tutti e tre i gruppi, con una struttura allungata e con galassie abbastanza sparse tra loro. Tuttavia, la maggior parte dei metodi di identificazione indicano questi tre gruppi come ammassi separati.